# جی تارسس
جی تارسس (انگلیسی: Jay Tarses؛ زادهٔ ۳ ژوئیهٔ ۱۹۳۹) فیلم‌نامه‌نویس، بازیگر و تهیه‌کننده تلویزیونی اهل ایالات متحده آمریکا است.
از فیلم‌ها یا برنامه‌های تلویزیونی که وی در آن نقش داشته‌است، می‌توان به گرگ نوجوان و در آکادمی اشاره کرد.
وی همچنین برندهٔ جوایزی همچون جوایز امی شده‌است.